# Тезори (Козенца)
Тезори је насеље у Италији у округу Козенца, региону Калабрија.
Према процени из 2011. у насељу је живело 300 становника. Насеље се налази на надморској висини од 124 м.